# Can Gasull (Amer)
Can Gasull és un antic hospital habilitat com habitatge d'Amer (Selva) inclosa a l'Inventari del Patrimoni Arquitectònic de Catalunya.

## Descripció
Amb Can Gasull ens trobem davant d'un immoble de morfologia irregular en forma de "L" estructurat en dos cossos. Està ubicat al costat dret de la Plaça del Monestir. La façana posterior dona al carrer de Sant Benet i simultàniament fa cantonada a la seva dreta amb la travessera de l'Abat.
El primer cos és el que està adossat a Can Carreter (Vegeu fitxa de Can Carreter). La façana principal que dona a la Plaça del Monestir consta de tres plantes i està coberta amb una teulada a dues aigües de vessants a façana. La planta baixa consta d'un portal d'accés rectangular equipat amb llinda monolítica i muntants de pedra sorrenca.
En el primer pis pel qual també s'hi pot accedir arran d'una escala externa, trobem tres obertures: per una banda el portal d'accés equipat amb llinda monolítica i muntants de pedra sorrenca i a amb les impostes retallades en forma de quart de cercle. Mentre que per l'altra, dues finestres rectangulars totalment irrellevants, ja que no han rebut cap tractament singular a destacar.
En el segon pis tenim dues obertures matusseres que es troben bastant dagradades, igual que la façana en la qual afloren, en parts específiques i puntuals, clapes en que s'ha desprès l'arrebossat quedant a la vista totes les pedres fragmentades i els còdols de riu manipulats a cops de martell.
La façana secundària és la que dona al carrer de Sant Benet i consta de tres plantes. Remarcar que tot i ser la façana secundària en ella s'hi aplegaven en origen els elements arquitectònics més destacats de tota la casa, com eren dues finestres gòtiques de qualitat excepcional. La primera era una finestra d'arc conopial lobulat amb guardapols. Mentre quer la segona sobresurtia especialment pel fet que mostrava a la llinda uns treballats i laboriosos relleus referents a la pesta. Aquests elements però foren venuts fa dues dècades per l'anterior propietari de la casa i se'n desconeix el parador actual. Les dues finestres les quals estaven ubicades en el primer pis, van ser venudes i substituïdes per altres finestres de qualitat molt inferior. Així en el primer pis trobem tres obertures a destacar especialment la de l'extrem esquerre la qual té guardapols i està equipada amb llinda monolítica i muntants de pedra sorrenca. Les impostes estan ornades amb petits motius circulars i la llinda està ornada amb motllures i nervadures. Per la seva banda en el segon pis trobem tres obertures rectangulars bastant matusseres.
La façana posterior que dona al carrer de Sant Benet està tancada en la part frontal per un gran mur corregut d'uns dos metres i escaig d'alçada el qual es prolonga per tota la façana que dona al carrer de Sant Benet i part de la Travessera de l'Abat. Un mur que té com a matèria primera les pedres fragmentades i els còdols de riu sense desbastar i treballar lligades amb morter de calç i que està obert en la part davantera per tres grans portals d'accés d'arc de mig punt rebaixat de maó.
Pel que fa al segon cos, aquest consta de tres plantes i està cobert amb una teulada a dues aigües de vessants a laterals. Tant la planta baixa, com el primer i segon pis consten d'un seguit d'obertures matusseres totalment irrellevans, ja que no han rebut cap tractament destacat.
Dues terceres parts de la façana estan arrebossades, mentre que en el terç sobrant han quedat a la vista les pedres fragmentades i els còdols de riu sense desbastar i treballar. D'aquest terç sobrant aflora una construcció irregular coberta amb una sola aigua de vessant a façana qua actuaria com a porxo o cobert improvisat.
Adossat a aquest segon cos, trobem tota una sèrie de dependències totalment irrellevants que s'han anat construint amb el pas del temps.
L'antic monestir d'Amer constituïa un clos completament aïllat i tancat però alhora totalment autònom i independent de l'exterior. Aquesta manca de dependència de les autoritats i necessitats mundanes externes cal atribuir-la al rigor i a la disciplina alhora de confeccionar una entitat dotada amb tot tipus d'instal·lacions des de l'església (Vegeu fitxa de Santa Maria d'Amer) on practicar la vida espiritual i religiosa, passant per la sagristia major on es tenia cura de tots els estris i utensilis que s'utilitzaven en l'exercici de les cerimònies (Vegeu fitxa de Can Terme) i la infermeria per guarir no només als monjos malalts sinót també als transeunts ferits els quals posteriorment podien ingressar en el monestir - si els agradava treballar es quedaven a ajudar els monjos en les diverses tasques i a canvi rebien un salari o manutenció; si els agradavan la vida religiosa, ingressaven en el monestir en qualitat de "germans conversos"; si es casaven i constituïen una família, rebien terres i ajuda per tal de construir una casa que era seva, tot i que havien de retre servei a l'abad amb l'obligació de prestar-li homenatge- i fins a arribar a les estances superiors del palau de l'abad (Vegeu fitxa de Can Mon) i (Vegeu fitxa de Can Boles). Tal va ser la repercussió i impacte del monestir que es va acabant per convertir en el centre religiós i polític de la vall al llarg de tota l'edat mitjana i moderna, fins al punt que la vila va créixer al seu redós.

## Història
En origen Can Gasull era la infermeria del Monestir d'Amer.
Comparant fotografies antigues podem afirmar que l'edifici no ha patit cap canvi estructural ni formal.